# Dusk (videojuego)
Dusk (estilizado DUSK), es un FPS estilo retro de 2018 creado por el desarrollador estadounidense David Szymanski y publicado por New Blood Interactive para Microsoft Windows, macOS, Linux, y Nintendo Switch. El juego fue producido por Dave Oshry, quien previamente codirigió el remake de 2013 de Rise of the Triad. La banda sonora del juego fue compuesta por el músico Andrew Hulshult. El juego está inspirado en otros títulos célebres, como Doom, Quake, Blood, Heretic, Hexen, Half-Life, Redneck Rampage y otros títulos de los 90s. El juego fue desarrollado en el motor de juegos indie Unity.

## Trama
Dusk toma lugar en el pueblo ficticio de Dusk, Pensilvania, donde una gran conexión de "Ruinas Lovecraftianas" son descubiertas debajo de una sección de granjas, lo que atrae la atención del gobierno. Personal militar y científico establecen laboratorios de investigación y fábricas en el pueblo para intentar aprovechar y usar como arma la magia del lugar. Muchos de los miembros del equipo de investigación mueren en accidentes laborales, o son poseídos y atacan a los demás, lo que fuerza al resto del equipo salir del pueblo y del complejo. Un perímetro largo es construido alrededor del pueblo para contener y sellarlo. El jugador toma control de un cazador de tesoros sin un nombre en específico (Algunos se refieren a él como "DuskDude" o "El Intruso"), quien escuchó el rumor de que habían riquezas en el pueblo. El cazador de tesoros es aprehendido y secuestrado por los ciudadanos poseídos del pueblo, y enganchado a un gancho de carne. Tras despertar descubre lo que le ha pasado, y decide tratar de escapar. El juego se reparte en 3 episodios (The Foothills, The Facilities y The Nameless City).
The Foothills, el primer episodio, se desarrolla principalmente en las afueras del país alrededor del muro perimetral de Dusk. Después de que el cazador de tesoros escapa de la granja, viaja a través de una variedad de entornos rurales como pantanos, corrales, campos de maíz y aserraderos. Después de romper el muro perimetral y entrar en la ciudad, el protagonista descubre un pasadizo subterráneo, que finalmente lo lleva a una zona industrial en las afueras de la ciudad.
En el segundo episodio, The Facilities (Las Instalaciones), el jugador lucha a través de los restos del personal militar y científico poseído, que custodia una serie de máquinas ocultas dentro de la zona industrial. En el penúltimo nivel del episodio, se revela que las máquinas extraen energía de los restos picados de humanos sacrificados. En lo profundo de las ruinas del complejo industrial, el cazador de tesoros encuentra un portal que lleva a otro mundo, el cual activa y atraviesa.
En el tercer y último episodio, The Nameless City (La Ciudad sin Nombre), el cazador de tesoros se encuentra en una realidad alternativa. Después de pasar por una catedral, el cazador de tesoros viaja a través de varios lugares, y finalmente se ve obligado a participar en un juicio que tiene lugar dentro de una versión corrupta de los recuerdos del cazador de tesoros. Al final, el cazador de tesoros se enfrenta y derrota al líder del culto, llamado Jakob, quien a su vez es asesinado por sus seguidores. Luego, el cazador de tesoros se enfrenta al ser divino responsable de los eventos que tienen lugar en la ciudad, conocido como Nyarlathotep, y también lo derrota. Sin embargo, antes de que el cazador de tesoros pueda matarlo, Nyarlathotep afirma que el cazador de tesoros es "digno" y le otorga un poder desconocido, corrompiendo al cazador de tesoros en el proceso y tomando el lugar de Jakob como líder del culto. Nyarlathotep luego coloca al cazador de tesoros en una especie de estasis "hasta que Nyarlathotep lo necesite".

## Jugabilidad
El objetivo del juego es llegar a la salida del nivel, mientras sobrevive a todos los peligros en el camino, los cuales incluyen enemigos hostiles como cultistas con túnicas, ganado demoníaco, espantapájaros y soldados poseídos. El jugador tiene acceso a una variedad de armas, que incluyen hoces de doble empuñadura, un par de pistolas, escopetas de uno y dos cañones, un rifle de asalto, un rifle de caza, una ballesta mágica, un mortero, una espada mágica y un arma llamada "Remachadora" que dispara remaches explosivos. Una mecánica única de Dusk es el eje "Y" desbloqueado, lo que permite al jugador hacer una técnica de rotación mientras está en el aire, lo que le otorga la capacidad de realizar giros hacia adelante y hacia atrás.
El componente multijugador de Dusk, titulado DuskWorld, presenta un modo de combate a muerte en línea que admite hasta 16 jugadores.
Dusk hereda muchos elementos básicos de diseño de los juegos de disparos en primera persona de la década de 1990, como la salud que no se regenera, un mayor énfasis en el movimiento y la velocidad, y la capacidad de llevar una gran cantidad de armas a la vez.

## Desarrollo del juego
Los primeros conceptos de lo que finalmente se convertiría en Dusk fueron concebidos a mediados de la década de 2000 por el desarrollador principal David Szymanski. En ese momento, Szymanski solo tenía acceso a computadoras con hardware de gama baja, lo que le impedía jugar lanzamientos recientes de videojuegos; en su lugar, jugó juegos de disparos en primera persona más antiguos como Half-Life y Doom. Estos juegos, en última instancia, se convertirían en grandes inspiraciones para la jugabilidad de Dusk.
El desarrollo de Dusk comenzó en 2015, como resultado de una serie de pruebas que Szymanski creó en el motor de juego de Unity. En un intento de emular el estilo visual de Quake, Szymanski modeló una escopeta de polígono bajo y la fijó a una cámara; a partir de ese momento, el desarrollo de Dusk comenzó en serio.
Las imágenes de Dusk se crearon para evocar los juegos de disparos en primera persona de la década de 1990. A través de un diseño deliberado, las texturas son de baja resolución y tienen una paleta limitada, y tanto los modelos como la geometría del mapa presentan una menor cantidad de polígonos que los juegos 3D contemporáneos. Szymanski inicialmente experimentó dificultades para adherirse a las limitaciones gráficas de los shooters de la década de 1990, ya que el motor de Unity introducía continuamente mejoras visuales indeseables durante el desarrollo: "El mayor desafío es simplemente convencer a Unity de que deje de hacer cosas que hacen que el juego se vea mejor", comentó Szymanski.
La dirección artística de Dusk se inspiró en varias fuentes. El escenario de la granja rural del Episodio 1 se inspiró en la película The Texas Chainsaw Massacre, el videojuego Redneck Rampage y las propias experiencias de Szymanski al vivir en la zona rural de Pensilvania. Las fábricas abandonadas del Episodio 2 se inspiraron en el mundo de S.T.A.L.K.E.R. serie de videojuegos, que tiene lugar en una versión de realidad alternativa de Ucrania; Szymanski dijo que Dusk inicialmente se establecería en Ucrania como un guiño a S.T.A.L.K.E.R., antes de establecerse en la localidad rural de Pensilvania del juego. Al diseñar los niveles de Dusk, Szymanski se inspiró en el diseño de niveles de John Romero tanto en Doom como en Quake, enfatizando la no linealidad y la geometría abstracta.
Después del lanzamiento de Dusk, se añadió soporte para mods, una versión para la Nintendo Switch y una versión multijugador llamada DuskWorld.

## Lanzamiento
Las "pre-orders" de Dusk se abrieron en agosto de 2017. En un guiño a los lanzamientos episódicos de shareware de los shooters en primera persona de la década de 1990 como Doom y Quake, los "pre-ordenadores" obtuvieron acceso inmediato al primer episodio de Dusk, The Foothills, antes de la versión completa del juego. Una beta cerrada para DuskWorld, el componente multijugador de Dusk, se abrió en diciembre de 2017 para participantes voluntarios seleccionados.
Dusk se lanzó en acceso anticipado el 11 de enero de 2018, que contiene tanto DuskWorld como los dos primeros episodios de la campaña para un jugador. El 12 de junio de 2018, New Blood Interactive anunció que Dusk se lanzará para Nintendo Switch.
Dusk se lanzó por completo sin acceso anticipado el 10 de diciembre de 2018, en el 25 aniversario de su inspiración, Doom.
La versión para Nintendo Switch se lanzó el 28 de octubre de 2021.

## Precuela
El 1 de abril de 2021, New Blood Interactive lanzó una aparente broma de April Fools en forma de capturas de pantalla de una versión roguelike 2D de Dusk. Pronto se reveló que las capturas de pantalla eran auténticas vistas previas de un juego real.
Dusk '82 ULTIMATE EDITION se lanzó el 22 de octubre para Halloween 2021. El juego es de acción/rompecabezas similar a Chip's Challenge, aunque con elementos temáticos y de historia de Dusk, y presenta versiones chiptune de la banda sonora de Dusk de Andrew Hulshult.

## Recepción
El lanzamiento del early acces de Dusk recibió críticas generalmente positivas. Se elogió significativamente la autenticidad de la jugabilidad de Dusk en relación con sus pregenitores de la década de 1990, y Gaming Nexus comentó: "Dusk no es un pretendiente, que intenta desesperadamente la corona de los FPS de los 90 mientras se burla detrás de una fachada pixelada de falsa confianza. Dusk es una sincera carta de amor a los shooters de los noventa, mezclando todos sus mejores elementos en un tributo gótico embriagador ". Haciéndose eco de este sentimiento, Rock Paper Shotgun dijo que el juego "logra evitar ser el juego retro equivalente a una comedia de observación. con la esperanza de que simplemente hacer ejercicio en tu memoria proporcione suficiente entretenimiento ...Dusk tiene demasiada energía para caer en esa trampa ".
PC Gamer elogió el diseño de niveles de Dusk, afirmando que el juego "es tanto una oda como una evolución de la mayor era del diseño de niveles de FPS". Tras una vista previa del juego del tercer episodio de Dusk, Destructoid comentó: "...La tendencia de diseño exhibida en este estado temprano es una indicación, DUSK podría estar en la carrera por uno de los mejores juegos de FPS jamás creados ".
El puerto de Switch fue elogiado como una conversión fiel y "una iteración casi impecable de un juego excelente".